# Angelo De Santi
Angelo De Santi (Trieste, 1847 – Roma, 1922) è stato un gesuita e musicologo italiano.

## Biografia
Figlio di Pietro e di Anna Bonivento, il 3 giugno 1863 entrò nella Compagnia di Gesù.
Il suo percorso di studi iniziò a Trieste con corsi letterari e musicali, proseguì in Francia e si concluse con la laurea in lettere all'Università di Innsbruck.
Diventò sacerdote nel 1887 e subito dopo intraprese la professione di insegnante di musica nel seminario vescovile di Zara.
Si appassionò di storia della musica, divenendo un cultore ed un esperto del canto gregoriano.
Nel 1887 si recò a Roma, su invito di padre Giovanni Maria Cornoldi, direttore di La Civiltà Cattolica, per riformare la musica sacra, dal canto gregoriano alla polifonia, liberandola dalle influenze della musica profana.
Fu il promotore di una scuola fondata presso il Seminario Vaticano denominata Schola cantorum.
Papa Pio X accettò le proposte portate avanti da De Santi, inerenti alla riforma del canto nelle chiese. Dal 1909 ottenne l'incarico di presiedere l'Associazione italiana di S.Cecilia e il Bollettino ceciliano.
Spinse per l'apertura di una scuola superiore di musica sacra nella città di Roma, che si concretizzò nel 1910.
Nella scuola furono istituiti numerosi corsi, tra i quali quelli di canto gregoriano, di polifonia classica, di organo, di composizione, nel pieno rispetto della riforma della musica sacra.
Tra gli insegnanti della scuola si annoverarono il benedettino e futuro arcivescovo di Milano Schuster, il paleografo R. Baralli, Casimiri, Refice, Dobici, E. Boezi, E. Dagnino.
De Santi fu un collaboratore di La Civiltà Cattolica e della Rassegna gregoriana.